# Дари
Дари (или форсие дари, персийски дари) е официалното име на персийския език, говорен в Източен Иран, Афганистан, Пакистан и Туркменистан.
Според иранския лингвист Зана Вахидиан, причината дари да се използва като език, който почти всички в Афганистан могат да разбират и говорят, е, че Афганистан премества столицата си от Кандахар в Кабул през 18 век.

## История
Произходът на името дари не е изяснен. Има няколко теории:
- дари означава дворцов език, понеже е използван в двора на Сасанидите.
- свързан е с думата за яма, пещера, понеже е говорен от планинско население, живяло в пещери.
- свързано е с името на цар Дарий.

## Граматика
Не се различава от персийската граматика. Има малки разлики в произношението както е при всички диалекти.